# ラ・コンダミーヌ (小惑星)
ラ・コンダミーヌ (8221 La Condamine) は小惑星帯に位置する小惑星。ベルギーの天文学者エリック・ヴァルター・エルストが南アメリカのヨーロッパ南天天文台で発見した。
18世紀のフランスの地理学者、数学者で、子午線弧長を測量するために南米を訪れたこともあるシャルル＝マリー・ド・ラ・コンダミーヌから命名された。